# Gåtejaure
Gåtejaure är en sjö i Bergs kommun i Jämtland och ingår i Indalsälvens huvudavrinningsområde. Sjön har en area på 0,548 kvadratkilometer och ligger 852,8 meter över havet. Sjön avvattnas av vattendraget Lekarån och är en del av sjösystemet Dörrsjöarna.

## Delavrinningsområde
Gåtejaure ingår i det delavrinningsområde (698669-139508) som SMHI kallar för Utloppet av Gåtejaure. Medelhöjden är 1 029 meter över havet och ytan är 3,14 kvadratkilometer. Räknas de 9 avrinningsområdena uppströms in blir den ackumulerade arean 31,6 kvadratkilometer. Lekarån som avvattnar avrinningsområdet har biflödesordning 3, vilket innebär att vattnet flödar genom totalt 3 vattendrag innan det når havet efter 331 kilometer. Avrinningsområdet består mestadels av kalfjäll (82 procent). Avrinningsområdet har 0,55 kvadratkilometer vattenytor vilket ger det en sjöprocent på 17,4 procent.